# Bakurianis Andeziti
Bakurianis Andeziti (en georgiano: ბაკურიანის ანდეზიტი, lit. 'andesita de Bakuriani') es un pueblo del centro de Georgia, situado en el norte de la región de Mesjetia-Yavajetia y parte del municipio de Boryomi.   

## Geografía
Bakurianis Andeziti está la cordillera de Trialeti, a 8 km de Bakuriani y a 38 km de Boryomi.  

## Historia
En los años 1960-1980, el consorcio Sakjimiya desarrolló el yacimiento Bakuriani, cuya materia prima se consideraba el mejor material resistente a los ácidos en la Unión Soviética. El stock de depósitos de andesita alcanza los 5 millones de metros cúbicos y es el más grande de Georgia, aunque la producción está actualmente parada.
A Bakurianis Andeziti se le concedió el estatus de daba (asentamiento urbano) en 1956, pero fue degradado a pueblo en 2018.

## Demografía
La evolución demográfica de Bakurianis Andeziti entre 1970 y 2014 fue la siguiente:
| 403                                             | 387 | 488 | 500 | 352 | 457 |
| (Fuente: Population of Georgia in Soviet times) |     |     |     |     |     |

Según el censo de 2014, los georgianos constituían el 63% de la población local; los armenios, el 25%; los rusos el 7%, y los osetios, el 2,5%.

## Infraestructura

### Transporte
Bakurianis Andeziti está ituado a 10 km de la estación de tren de Bakuriani (en la línea de vía estrecha Boryomi-Bakuriani).